# Sleep Train Arena
La Sleep Train Arena (precedentemente nota come Power Balance Pavilion e ARCO Arena) è un'arena polivalente situata a Sacramento, in California. Fino al 2016 ha ospitato la squadra NBA dei Sacramento Kings. L'arena è stata la sede del primo e secondo turno del campionato NCAA quattro volte nel 1994, 1998, 2002 e 2007. Nel 1993 e 1994, si sono tenute qui diverse esibizioni NHL e partite in campo neutro. Ha ospitato due eventi pay-per-view della WWE: la Royal Rumble 1993 e Judgment Day 2001.
L'arena fu costruita con un costo di soli 40 milioni di dollari, il più basso di tutti i palazzetti della NBA.
Il nome originale ARCO Arena fu dovuto allo sponsor, la compagnia petrolifera ARCO, che possedeva i diritti di denominazione anche dell'Original ARCO Arena. Il 19 marzo 2007, la famiglia Maloof ha annunciato un rinnovo pluriennale del contratto con la ARCO per i diritti di denominazione, scaduto nel febbraio 2011. Dal 1º marzo 2011 all'ottobre 2012 i diritti sono appartenuti all'azienda Power Balance; il 15 ottobre 2012 è stato ufficialmente annunciato il cambio di denominazione in Sleep Train Arena.